# Бірківська сільська рада (Великобагачанський район)
Бірківська сільська́ ра́да — сільська рада, територія якої відноситься до складу Великобагачанського району Полтавської області, Україна. Центром сільради є село Бірки. Утворена 4 лютого 1988 року.
Населення сільради 675 осіб.

## Населені пункти
- село Бірки
- село Баланди
- село Вишняківка
- село Стінки